# Danau Lancang
Danau Lancang is een bestuurslaag in het regentschap Kampar van de provincie Riau, Indonesië. Danau Lancang telt 15.348 inwoners (volkstelling 2010).